# الجبهة الوطنية للأحرار من أجل التفاهم
الجبهة الوطنية للأحرار من أجل التفاهم هي حزب سياسي ثانوي في الجزائر. في انتخابات الجمعية الوطنية الشعبية التي جرت في 17 مايو 2007، فاز الحزب بـ1.96٪ من الأصوات و3 مقاعد من أصل 389 مقعدا.